# 이충희
이충희(李忠熙, 1959년 11월 7일~)는 대한민국의 농구 선수, 지도자로 현역 시절 포지션은 슈팅 가드, 스몰 포워드이다. 전주 KCC 이지스의 전신인 현대건설 농구단에서 대부분의 선수 경력을 보냈고, 선수 활동 막바지에는 중화민국으로 건너가 훙궈 엘리펀츠에서 뛰었다. 국제 대회에서 대한민국 농구 국가대표팀의 일원으로 활동한 그는 올림픽에 1회 출전했고, 아시안 게임에서 금메달 1개, 은메달 1개, 동메달 1개를 획득했다. 또한 아시아 선수권 대회에서 준우승 4회, 3위 2회 차지했다. 은퇴 후 지도자가 되어 창원 LG 세이커스 등 여러 한국프로농구와 대학 농구팀의 감독을 맡았으며, 대학교에서 체육교육학 교수로도 활동하였다.

## 선수시절
강원도 철원에서 출생하여, 춘천에서 잠시 유아기를 보낸 적이 있고, 그 후 경기도 인천에서 성장한 그는 농구대잔치에서 12시즌 내내 득점왕을 차지하였으며, 1987년 태국 방콕 ABC대회 최우수선수에 올랐다. 1982년 인도 뉴델리에서 열린 아시안게임 당시 농구 종목에서 대한민국 대표팀 소속으로 출전하여 중국을 꺾고 대한민국 남자 농구 종목 사상 두 번째 금메달을 획득하면서 화려한 선수 시절을 보냈다. 현역 시절에는 '슛도사'라는 별명도 있었다. 모교 출신으로 가드지만 슈터인 김진은 자신의 모교 후배로 알려졌다.

## 지도자/해설자 시절
선수에서 은퇴한 후에는 대만리그 선수 겸 감독이라는 유명한 경력이 있다. 하지만 명선수는 명지도자가 될 수 없다는 징크스답게 지도자로써의 평은 상당히 좋지 못하다. 창원 LG 세이커스의 초대 감독을 통하여 본격적으로 정식 감독 커리어를 시작하게 되었는데, LG 감독 시절에는 창단 첫 정규리그 2위와 플레이오프 4강으로 돌풍을 일으켰으나, 그 이후로는 딱히 좋은 성적을 내지 못하면서 LG 감독직에서 물러나게 되었다. LG 초대 감독 이후에는 모교 고려대 농구부 감독 및 대구 오리온스 감독을 역임했는데, 고려대 감독으로도 성적 부진으로 1년도 못 채우고 짤렸다. 이후 모교 후배인 김진 감독의 후임으로 대구 오리온스의 지휘봉을 잡았지만, 여기서도 4승 22패라는 심각한 성적 부진으로 한 시즌도 다 못 채우고 자진사퇴하면서 김상식 코치가 감독대행을 거쳐 감독을 맡는 시련까지 이어지게 된다. 그러던 중 2013년 4월 29일, 원주 동부 프로미 감독에 선임되면서 오랜만에 현장에 돌아오게 되었다. 일단 복귀 후 개막전부터 3연승을 쌓으면서 무난하게 신고식을 치렀지만, 시즌이 진행될수록 이충희의 지도자로써의 문제점들이 다시금 많이 드러나기 시작했으며, 특히 작전 타임 때 전술적인 부분에서 여전히 대안이 보이지 않았고, 또한 동료 감독들에 비해 무리한 주전 선수 기용 등으로 인한 성적 부진으로 원주 동부 프로미를 창단 첫 최하위로 추락시킨 것도 모자라 12연패라는 굴욕적인 성적을 내기도 하였다. 그리고 이후에 또다시 14연패를 하며 결국 2014년 2월 1일, 성적 부진에 대한 책임을 지고 자진사퇴하였다. 지도자로서는 현역 시절 선배였던 박수교와 후배 박종천에 이어 김상준, 현주엽, 추승균, 이상민, 정인교, 신기성 등과 아울러 농구 분야 최악의 지도자 중 하나로 단단히 낙인이 찍혔다. 이와는 별개로 대구 오리온스 감독과 원주 동부 프로미 감독 전후 시절 KBS와 KBS N 스포츠에서는 농구 해설위원으로도 활동하였다.

## 개인사
1984년 배우 최란과 결혼했다. 1988년에 쌍둥이 딸이 태어났으며, 1991년에는 아들이 태어났다.

## 학력
- 인천송림국민학교 (졸업)
- 송도중학교 (졸업)
- 송도고등학교 (졸업)
- 고려대학교 경영학과 (졸업)
- 국립 타이완 사범대학 교육대학원 체육교육학과 (졸업)
- 고려대학교 대학원 체육학과 (졸업)
- 용인대학교 대학원 체육학과 (졸업)

## 해설
- 2008년 ~ 2013년 : KBS, KBS N 스포츠 농구해설위원
- 2014년 ~ 2015년 : 스카이 스포츠 농구해설위원

## 방송
- 2020년 《생방송 행복드림 로또 6/45》게스트 935회

## 선수 시절
- 1981년 ~ 1992년 현대전자 농구단

## 감독 경력
- 1997년 ~ 2000년 : 창원 LG 세이커스
- 2007년 5월 ~ 2007년 12월 : 대구 오리온스
- 2013년 4월 ~ 2014년 1월 : 원주 동부 프로미

## 기타 이력
- 용인대학교 체육교육학과 전임교수
- 중앙대학교 체육교육학과 겸임교수